# George L. Converse

George Leroy Converse (4 de junio de 1827 – 30 de marzo de 1897) fue un Representante estadounidense por Ohio.
Nacido en Georgesville, Ohio, Converse asistió a la escuela pública y al Ohio Central College, graduándose por la Universidad de Denison, Granville, Ohio, en 1849. Estudió Derecho y fue admitido al Colegio de Abogados en 1851.  Comenzó sus prácticas en  Columbus, Ohio en 1852.  También fue fiscal del Condado de Franklin en 1857.  Sirvió como miembro de la Cámara de los representantes entre 1860-1863 y 1874-1876, siendo portavoz en 1874. Fue miembro del Senado durante los años 1864 y 1865.
Converse fue elegido como demócrata en los 46.º, 47.º y 48.º Congresos (4 de marzo de 1879-3 de marzo de 1885).  Fue presidente de la Comisión de las Tierras Públicas (46.º Congreso).  
Ejerció como delegado en la Convención del Canal de Nicaragua en 1892, siendo el presidente en la convención posterior celebrada en Nueva Orleans.  Murió en  Columbus, Ohio el 30 de marzo de 1897. Fue enterrado en el cementerio Green Lawn Cemetery, de Columbus.